# Rhesusaffe
Der Rhesusaffe (Macaca mulatta) ist eine Primatenart aus der Gattung der Makaken innerhalb der Familie der Meerkatzenverwandten. Er spielte in der Medizingeschichte eine wichtige Rolle, da man an seinem Blut das erste Mal den nach ihm benannten Rhesusfaktor feststellte.

## Etymologie
Der Name Rhesus kommt von Rhesos, einem thrakischen König der griechischen Mythologie, der im Trojanischen Krieg auf Seiten Trojas kämpfte. Der Name hat laut seinem Benenner, Jean Baptiste Audebert (1759–1800), einem französischen Naturforscher und Maler, keine tiefere Bedeutung.

## Beschreibung
Das Fell des Rhesusaffen ist braun oder olivfarben, das haarlose Gesicht ist rosa oder rötlich gefärbt. Sein Schwanz ist mit rund 21 bis 23 Zentimetern Länge im Vergleich zu anderen Makakenarten mittellang. Männchen werden mit durchschnittlich 53 Zentimetern Kopfrumpflänge und 7,7 Kilogramm Gewicht deutlich größer und schwerer als Weibchen, die 47 Zentimeter Kopfrumpflänge und durchschnittlich 5,3 Kilogramm erreichen.

## Karyotyp und Genom
Das Genom des Rhesusaffen ist innerhalb des Zellkerns in 21 Chromosomenpaare organisiert, einschließlich eines Paars Geschlechtschromosomen. Das vollständige Genom wurde erstmals 2007 analysiert; es besteht aus 3.097.370.727 Basenpaaren. Die Anzahl der Gene (zunächst auf 30.000 geschätzt) ist noch unbekannt.

## Verbreitung und Lebensraum

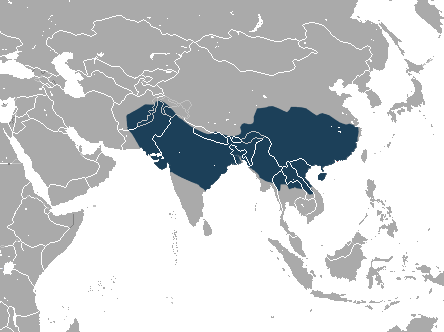
Verbreitungsgebiet

Rhesusaffen leben in Asien, ihr Verbreitungsgebiet erstreckt sich von Afghanistan über Indien – ihrem Hauptverbreitungsgebiet – bis ins südliche China und Thailand. Verwilderte Gruppen leben auch in Florida und auf Puerto Rico. Sie sind in Bezug auf ihren Lebensraum nicht wählerisch: Sie kommen sowohl im Flachland als auch in den Gebirgswäldern des Himalayas vor, sogar in Großstädten des indischen Subkontinents haben sie sich ausgebreitet.

## Lebensweise

### Aktivitätszeiten und Fortbewegung
Rhesusaffen sind wie alle Altweltaffen tagaktiv. Je nach Lebensraum können sie sich vorrangig am Boden oder in den Bäumen aufhalten. Sie bewegen sich meist quadruped (auf allen vieren) fort und können auch gut schwimmen und dabei Distanzen bis zu einem Kilometer zurücklegen. Die Größe der Streifgebiete und die Länge der Tagesstreifzüge sind sehr variabel. Wo sie in Tempeln oder Städten leben und gefüttert werden, sind ihre Streifgebiete zwischen 0,01 und 3 km² groß und die täglich zurückgelegten Wegstrecken kurz. In bewaldeten Regionen legen sie rund 1,4 km am Tag zurück und die Streifgebiete umfassen bis zu 15 km². In Gebirgsregionen hingegen können die Gebiete bis zu 22 km² umfassen und die Tagesstreifzüge bis zu 3,5 km.

### Sozialverhalten

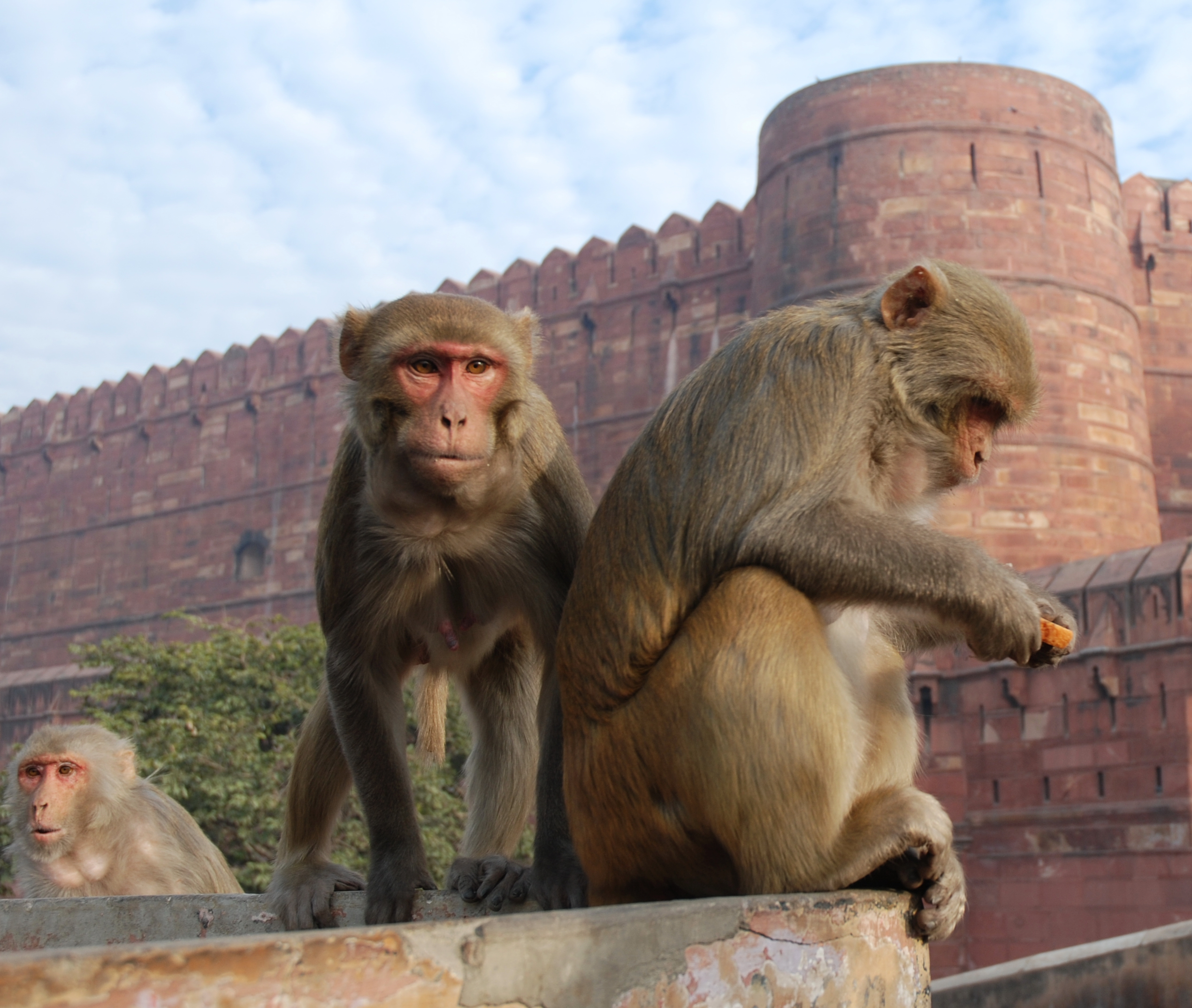
Rhesusaffen vor dem Roten Fort im nordindischen Agra

Rhesusaffe auf einem Zaun in Thailand (Tempelaffe)

In ihrem Gruppenverhalten entsprechen Rhesusaffen den übrigen Makaken. Sie leben in großen Gruppen von 10 bis 80 Tieren, die sich aus vielen Männchen, Weibchen und Jungtieren zusammensetzen. Weibchen verbleiben zeitlebens in ihrer Geburtsgruppe, Cliquen nahe verwandter Weibchen bilden so den matrilinearen Kern der Gruppe. Männchen müssen beim Eintreten der Geschlechtsreife ihre Geburtsgruppe verlassen und verbringen ihr Leben oft in mehreren Gruppen hintereinander.
Die Weibchen etablieren eine stabile, dauerhafte Rangordnung, die vorwiegend vom Rang der Mutter abhängt und unter anderem in besserem Zugang zu Nahrungsquellen sichtbar wird. Die Rangordnung der Männchen ist weniger stabil, der Status der Männchen basiert auf einer Kombination aus sozialem und aggressivem Verhalten. Aggressives Verhalten anderen Männchen gegenüber umfasst unter anderem Schläge, Reißen am Fell, Ziehen am Schwanz und Bisse, aber auch Drohgebärden. Wenn ein Männchen die dominante Rolle in der Gruppe innehat, behält es diese für durchschnittlich zwei Jahre bei, ehe es von einem anderen verdrängt wird. Die soziale Rangordnung und gruppendynamische Einbettung entscheidet dabei auch über den Schutz vor Tod und Verletzung.
Das Territorialverhalten ist wenig ausgeprägt: Die Streifgebiete der einzelnen Gruppen überlappen und verschiedene Gruppen treffen sich häufig, was meistens friedlich abläuft.
Rhesusaffen kommunizieren mit einer Reihe von Lauten und Gesten. Häufig sind Gurr- und Grunzlaute zu hören, etwa bei der Fortbewegung oder wenn sich ein Tier einem anderen zum Grooming annähert. Es gibt auch Zwitscherlaute, die eine Nahrungsquelle anzeigen, schrille Alarmschreie und Drohlaute.

### Nahrung
Rhesusaffen haben sich gut an die Nähe des Menschen angepasst, und ein Großteil ihrer Nahrung kann aus menschlichen Quellen stammen, entweder durch direkte Fütterung oder indirekt, indem sie auf Feldern, in Gärten oder in Mülltonnen nach Fressbarem suchen. Sie sind Allesfresser, die sich aber vorwiegend von pflanzlichen Materialien wie Früchten, Blüten, Blättern, Samen, Baumsäften, Kräutern und Rinden ernähren. Ergänzt wird ihr Speiseplan durch Insekten, Eier, Krabben, Fische und Pilze.

### Fortpflanzung

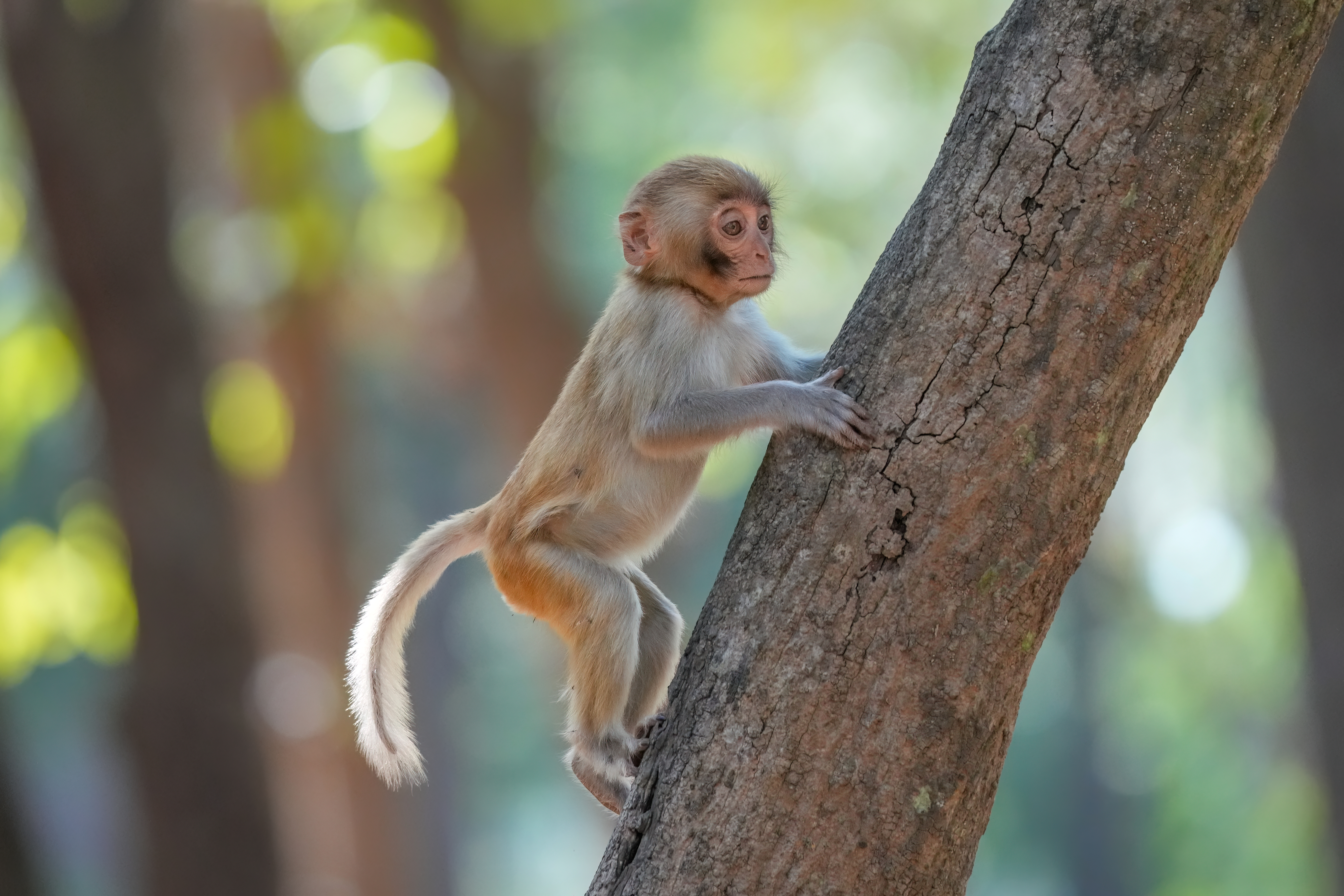
Jungtier in Indien

Die Paarungsbereitschaft der Rhesusaffen lässt sich an äußeren Anzeichen gut erkennen, an einer Intensivierung der Rotfärbung des Afters sowie bei den Männchen an einer deutlichen Vergrößerung der Hoden. Während Tiere, die in höheren Regionen leben, eine fixe Paarungszeit haben (im Herbst, sodass die Jungen im Frühling zur Welt kommen), gibt es bei Flachlandbewohnern keine eindeutigen Zeiten. Die Tragzeit beträgt rund 165 Tage, meist kommt ein einzelnes Jungtier zur Welt. Nicht nur die Mutter, sondern auch andere Weibchen der Gruppe und gelegentlich auch Männchen kümmern sich um das Junge, das im zweiten Lebenshalbjahr entwöhnt wird. Weibchen werden mit drei Jahren geschlechtsreif; Männchen sind zwar prinzipiell mit rund vier Jahren zeugungsfähig, erreichen ihre volle Größe aber erst mit rund acht Jahren und pflanzen sich selten vorher fort. Rhesusaffen können bis zu 30 Jahre alt werden. Der älteste Rhesusaffe in Gefangenschaft ist Isoko, eine Bewohnerin des Kyoto City Zoo in Kyoto, die am 15. April 2021 ihren 43. Geburtstag feierte. Sie wurde 1978 ebenfalls dort geboren.

### Fressfeinde
Rhesusaffen werden in ihrem westlichen Verbreitungsgebiet (Pakistan, Indien) vor allem von Leoparden gerissen. Aber auch Bengaltiger und Wölfe stellen eine Gefahr für die Primaten dar. Junge Tiere werden auch von Bengalkatzen oder Rohrkatzen gerissen.

## Rhesusaffen und Menschen

### Nutzung und Forschung

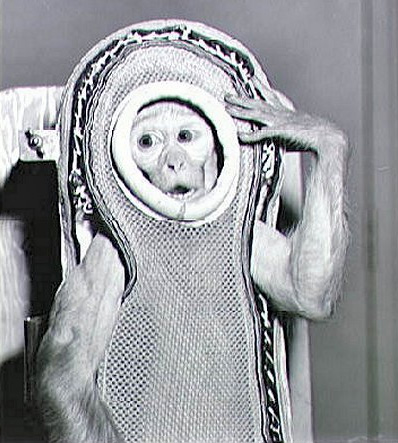
Der Rhesusaffe „Sam“ bei seinem Raumflug 1959

Im Hinduismus gelten Rhesusaffen als heilige Tiere. Sie können unbehelligt in Städten leben und finden sich oft bei Tempelanlagen. Als Labor- und Forschungstiere spielen sie aufgrund ihrer leichten Haltung eine bedeutende Rolle, nicht nur wegen des Rhesusfaktors, der 1940 an ihnen entdeckt wurde. So wurden 1959 und 1960 Rhesusaffen von der NASA im Rahmen des Mercury-Programms in den Weltraum geschickt. Im Jahr 2000 wurden Rhesusaffen erstmals geklont.
1985 etablierte Norman L. Letvin das erste nicht-menschliche Primaten-Modell zur Erforschung von HIV, nachdem es ihm gelungen war, das Simiane Immundefizienz-Virus (SIV) zu isolieren und nachzuweisen, dass es bei indischen Rhesusaffen AIDS-ähnliche Schädigungen des Immunsystems und Todesfälle verursacht.
Im April 2007 wurde in der Fachzeitschrift Science das Ergebnis der detaillierten DNA-Sequenzierung des Rhesusaffen-Genoms bekannt gegeben. Es war nach Mensch und Schimpanse das dritte vollständig sequenzierte Genom eines Primaten. Demnach stimmen 93,5 % der DNA-Basenpaare der Rhesusaffen mit denen des Menschen überein. Überrascht hat die Forscher, dass die beim Menschen Phenylketonurie und Sanfilippo-Syndrom verursachenden Genmutationen sich als die normalen Genvarianten der Rhesusaffen erwiesen. Ein Vergleich von 13.888 Genen des Menschen, der Schimpansen und der Rhesusaffen ergab zudem, dass 233 Schimpansen-Gene, aber nur 154 Gene des Menschen sich so stark von den Rhesusaffen-Genen unterscheiden, dass sie veränderte Proteine kodieren. Dies bedeutet, dass sich die Schimpansen im Verlauf der Stammesgeschichte weiter von den gemeinsamen Vorfahren von Schimpansen und Menschen entfernt haben als der Mensch.

### Gefährdung
Früher wurden Rhesusaffen, aber auch andere Affenarten, zu Forschungszwecken aus ihren natürlichen Lebensräumen in afrikanischen, asiatischen und lateinamerikanischen Wäldern entfernt, was gebietsweise zu bedeutenden Rückgängen in der Population führte. Allein Indien exportierte in den 1950er-Jahren jährlich ca. 200.000 bis 250.000 Rhesusaffen, wobei es bereits beim Einfangen in der Wildnis, während der Gefangenschaft und beim Transport in das jeweilige Bestimmungsland zu hohen Verlusten kam. Die meisten Tiere wurden an amerikanische Forschungseinrichtungen verkauft, wo sie z. B. zur Herstellung von Impfstoffen gegen Kinderlähmung oder in Strahlenversuchen zur Erprobung der Neutronenbombe eingesetzt wurden. Berichte der „Internationalen Liga zum Schutz der Primaten“ über diese und weitere Strahlenversuche mit Rhesusaffen, z. B. zu den Auswirkungen der Atombombe, gaben den Ausschlag dafür, dass Indiens Ministerpräsident Morarji Desai die Affenausfuhr am 1. April 1978 vollständig stoppte, nachdem sie bereits vorher auf 20.000 Tiere pro Jahr gedrosselt worden war. Zwar werden Rhesusaffen für die Forschung heutzutage meist gezüchtet, als neue Bedrohung ist jedoch die Zerstörung ihres Lebensraumes in den Mittelpunkt getreten. In manchen Gebieten sind sie ausgestorben oder sehr selten geworden (zum Beispiel in Südchina und Tibet), in Indien sind sie aufgrund ihres Status geschützt. Insgesamt listet die IUCN diese Art als potenziell gefährdet.

## Systematik
Die nächsten Verwandten des Rhesusaffen sind der Formosa-Makak aus Taiwan und der Japanmakak. Die drei Arten bilden die mulatta-Gruppe innerhalb der Gattung der Makaken.